# Кенеди (футболист)
Вижте пояснителната страница за други личности с името Кенеди.
Робърт Кенеди Нунес до Насименто (на португалски: Robert Kenedy Nunes do Nascimento, по познат като Кенеди) е бразилски футболист, роден на 8 февруари 1996 в Санта Рита ду Сапукай, щата Минас Жерайс, Бразилия. Играе като крило и се състезава за испанския Реал Валядолид. Кръстен е на американския политик Робърт Кенеди, по-младия брат на президента Джон Кенеди.

## Клубна кариера

### Бразилия
Кенеди започва кариерата си в местния Сантаритенсе. На 11-годишна възраст се мести в Рио де Жанейро, за да заиграе за Фрибургуенсе. Преминава през Вашко да Гама и Атлетико Минейро, преди да пристигне във Флуминенсе. Прави професионалния си дебют в Серия А на 28 юли 2013 в мач срещу Гремио. През 2014 вкарва първите си голове срещу Баия и Крузейро.

### Челси
На 26 юни 2015 Флуминенсе обявява, че Кенеди е продаден на неуточнен клуб за сумата от 6.3 милиона паунда. По-късно се установява, че клубът е английския Челси. Играе в мач от предсезонна подготовка срещу Барселона, въпреки че официално не е част от шампиона на Англия. Жозе Моуриньо обявява, че може да се издаде работна виза на играча. На 22 август трансферът е финализиран. Седмица по-късно прави дебюта си във Висшата лига срещу Кристъл Палас. Първият му гол за клуба е при победата с 1 – 4 над третодивизионния Уолсол за Купата на лигата. На 1 март 2016 отбелязва дебютния си гол във Висшата лига в двубой с Норич след само 39 секунди, който е и най-бързия отбелязан за сезон 2015 – 16 в първенството.